# Wilcoxia painteri
Wilcoxia painteri là một loài ruồi trong họ Asilidae. Wilcoxia painteri được Wilcox miêu tả năm 1972. Loài này phân bố ở vùng Tân Bắc giới.